# Gundakar von Dietrichstein
Gundakar von Dietrichstein (Hollenburg, 9 dicembre 1623 – Augusta, 25 gennaio 1690) è stato un principe e politico austriaco.
Fu una delle figure più influenti alla corte di Vienna durante il regno di Leopoldo I del Sacro Romano Impero.

## Biografia

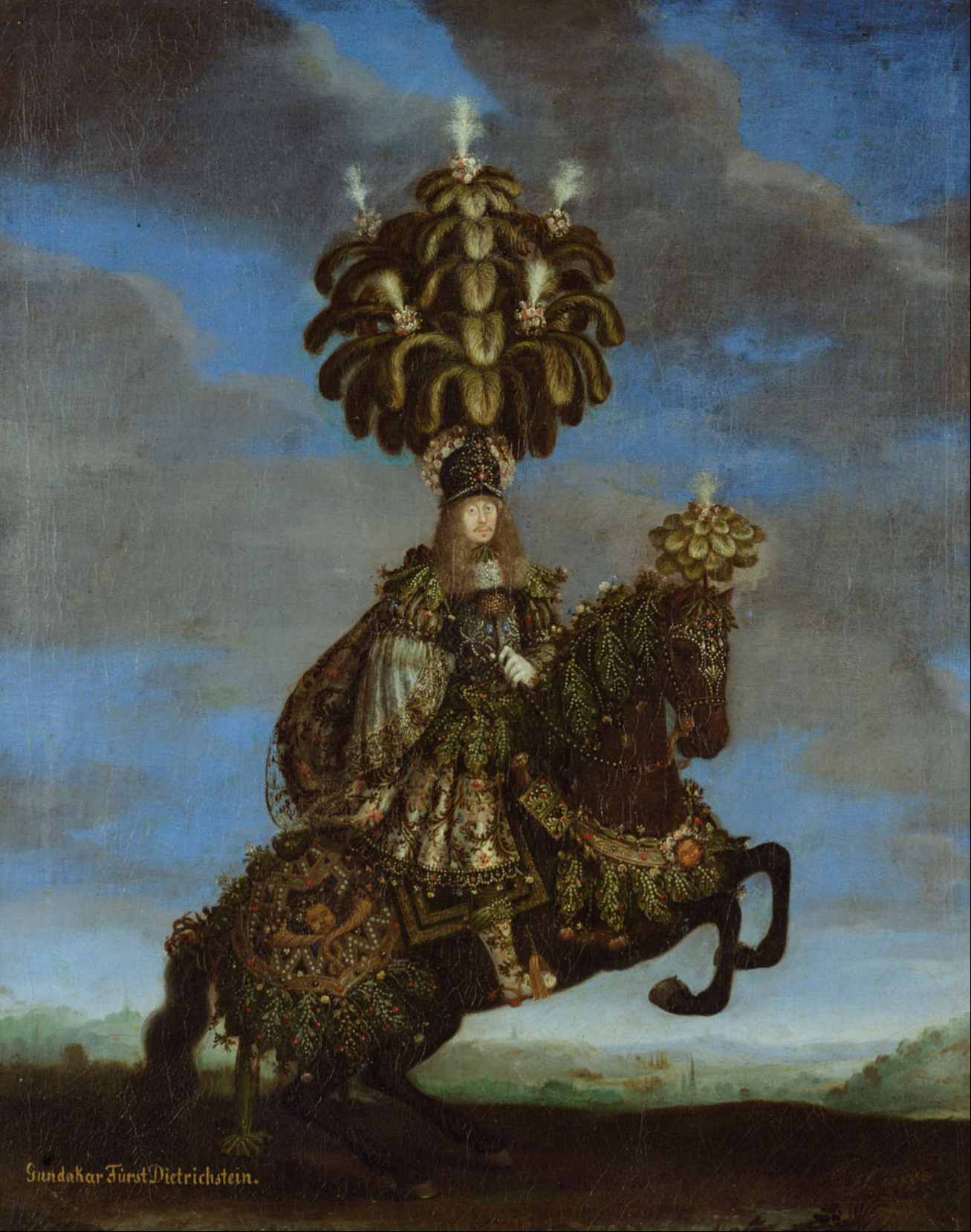
Gundakar von Dietrichstein nelle vesti di Oberststallmeister in un ritratto del 1667

Gundakar von Dietrichstein-Hollenburg era membro di un ramo di fede protestante della nobile famiglia dei Dietrichstein. Suo padre era Bartholomeus von Dietrichstein-Hollenburg (1579–1635), ed egli era il più giovane dei 19 figli avuti da quest'ultimo. Alla morte del genitore, ereditò per sé il castello di Abersbach, nella Bassa Austria, e decise di convertirsi nel 1650 alla fede cattolica così da poter proseguire senza problemi la sua ascesa alla corte di Vienna. Divenne poco dopo ciambellano dell'allora arciduca Leopoldo.
Nel 1656 divenne conte imperiale e nello stesso anno venne ammesso come membro del consiglio dell'imperatore. Dal 1657 al 1675 fu Oberststallmeister dell'imperatore Leopoldo I e venne ammesso nel consiglio segreto del sovrano. Già all'epoca dell'incoronazione di Leopoldo a Francoforte era annoverato tra le personalità più influenti a corte, mantenendo tale posizione per oltre trent'anni, divenendo consigliere fidato dell'imperatore. Lo stretto legame tra i due è testimoniato anche dal fatto che Leopoldo I era solito rivolgersi a lui per nome nella corrispondenza inviatagli. A Praga, nel 1671, acquistò una casa e progettò di trasformarla in un palazzo su idea di Francesco Caratti.
Dal 1675 al 1690, Gundakar divenne Obersthofkämmerer. Nel 1672 ricevette l'Ordine del Toson d'Oro e nel 1684 fu elevato al grado di principe imperiale ad personam (poiché non aveva figli).
Negli anni 1682–1690 intraprese una sostanziale ricostruzione del castello di Libochovice, che egli volle riccamente decorato per riflettere non solo il suo status, ma svolgere anche la funzione di sua sede di rappresentanza. Il progetto venne condotto dall'architetto Antonio Della Porta che all'epoca era già impegnato nelle vicinanze per conto della famiglia Lobkowicz. Progettò inoltre altre modifiche in stile barocco per i castelli di Budyna nad Ohří, Pátek e Nepomyšl, progetti che ad ogni modo vennero portati avanti solo parzialmente per questioni finanziarie e comunque dopo la morte di Gundakar.
Morì ad Augusta, in Germania, dove si stavano tenendo le celebrazioni per l'incoronazione di Giuseppe I a re dei Romani.

## Matrimoni e figli
La sua prima moglie fu nel 1657 la contessa Elizabeth Constanz von Questenberk (1630–1683), erede del feudo di Nepomyšl (comprendente il castello locale, la cittadina di Kryry e diversi villaggi acquisiti da suo padre Hermann von Questenberk). Alla morte della prima moglie si risposò nel 1686 con Maria Christina von Trautson (1660–1719). Entrambi i matrimoni non produssero eredi. Anche se Gundakar aveva un legame stretto di parentela con i Dietrichstein della linea di Hollenburg, la maggior parte delle sue sostanze in Boemia ed in Austria vennero ereditate da un suo lontano cugino, Ferdinand von Dietrichstein.